# 蓋伯巴赫河
51°02′07″N 13°49′56″E / 51.0352°N 13.8322°E
蓋伯巴赫河是德國的河流，位於該國東部薩克森自由州，屬於易北河的支流，河道全長11公里，發源自班訥維茨，河口處在特雷斯登附近。